# Greenock (South Australia)
Greenock ist eine kleine Ortschaft am nordwestlichen Ende des Barossa Valleys in South Australia und liegt etwa 66 Kilometer von Adelaide entfernt auf dem Sturt Highway. Die nächstgelegenen Orte sind Seppeltsfield, Nuriootpa und Marananga.
Der Ort mit 1045 Einwohnern wurde von James Smith, dem Sekretär von George Fife Angas, nach der schottischen Stadt Greenock am Clyde benannt. Greenock ist durch drei Alleen charakterisiert und wird manchmal auch Little Scotland in the Barossa Valley (deutsch: Klein-Schottland im Barossa Valley) genannt. Greenock liegt am Heysen Trail, dem längsten Fernwanderweg Australiens.